# Ліга 1 (Індонезія)
Ліга 1 (індонез. Liga 1) — найвищий футбольний турнір Індонезії

## Історія
Суперліга Індонезії була створена 2008 року замість напівпрофесійного Прем'єр-дивізіону. Першим переможцем Суперліги став клуб «Персіпура Джаяпура».
В результаті триваючого конфлікту між PT Liga Indonesia (LI) та PT Liga Prima Indonesia Sportindo (LPIS), протягом сезонів 2011/12 та 2013 паралельно до Суперліги Індонезії проходила Прем'єр-ліга Індонезії, яка також мала статус найвищого дивізіону. Починаючи з сезону 2014 років Суперліга знову стала єдиним головним дивізіоном країни.
Тим не менше вже наступний сезон 2015 року після 2 турів, 17 квітня 2015 року, був перерваний. Новий розіграш Суперліги мав бути розпочато в кінці жовтня 2015 року і закінчено в серпні 2016 року. Однак певні труднощі не дозволили почати турнір. Зрештою, в січні 2016 року індонезійські колективи домовилися не використовувати у назві нового турніру абревіатуру ISL, замість чого у 2016 році проходив Індонезійський футбольний чемпіонат.
У 2017 році турнір був відновлений під назвою Ліга 1.

## Чемпіони
Для перегляду списку усіх чемпіонів Індонезії див. статтю Список чемпіонів Індонезії з футболу.

## Спонсорство
- 2008—2012: Djarum[7]
- 2013—2023: BV Sport (Commercial Rights)[8]
- 2015: Qatar National Bank Group
- 2017: GO-JEK & Traveloka